# 愛までもうすぐだから
「愛までもうすぐだから」（あいまでもうすぐだから）は、織田裕二の11枚目のシングル。

## 概要
- フジテレビ系ドラマ「正義は勝つ」主題歌。
- マーキュリー・ミュージックエンタテインメント移籍第一弾。

## 収録曲
1. 愛までもうすぐだから
  - 作詞：織田裕二・真名杏樹／作曲：井上慎二郎・織田裕二／編曲：松本晃彦
  - 明治製菓「ガトーマロン」CMソング
2. I'll Be Back To You
  - 作詞：小室みつ子／作曲：坂下正俊／編曲：澤近泰輔
3. 愛までもうすぐだから（オリジナル・カラオケ）